# 印第安納區 (邁納斯省)
印第安納區（西班牙語：Distrito de Indiana），是秘魯的一個區，位於該國東北部洛雷託大區的邁納斯省，始建於1961年12月21日，面積3,297平方公里，海拔高度105米，2005年人口13,369，人口密度每平方公里4.1人。